# Horoya AC
Der Horoya Athlétique Club, auch bekannt als HAC, ist ein 1975 gegründeter guineischer Fußballverein aus der Hauptstadt Conakry, der aktuell in der ersten Liga, der Ligue 1, spielt.

## Erfolge
- Guineischer Meister: 1986, 1988, 1989, 1990, 1991, 1992, 1994, 2000, 2001, 2011, 2012, 2013, 2014, 2016, 2017, 2018, 2019, 2020, 2021, 2022, 2024/25

- Guineischer Pokalsieger: 1989, 1994, 1995, 1999, 2013, 2014, 2016, 2018, 2019

- Guineischer Supercup-Sieger: 2012, 2013, 2016, 2017, 2018, 2022

- African Cup Winners’ Cup: 1978

- WAFU Club Cup: 2009

## Stadion

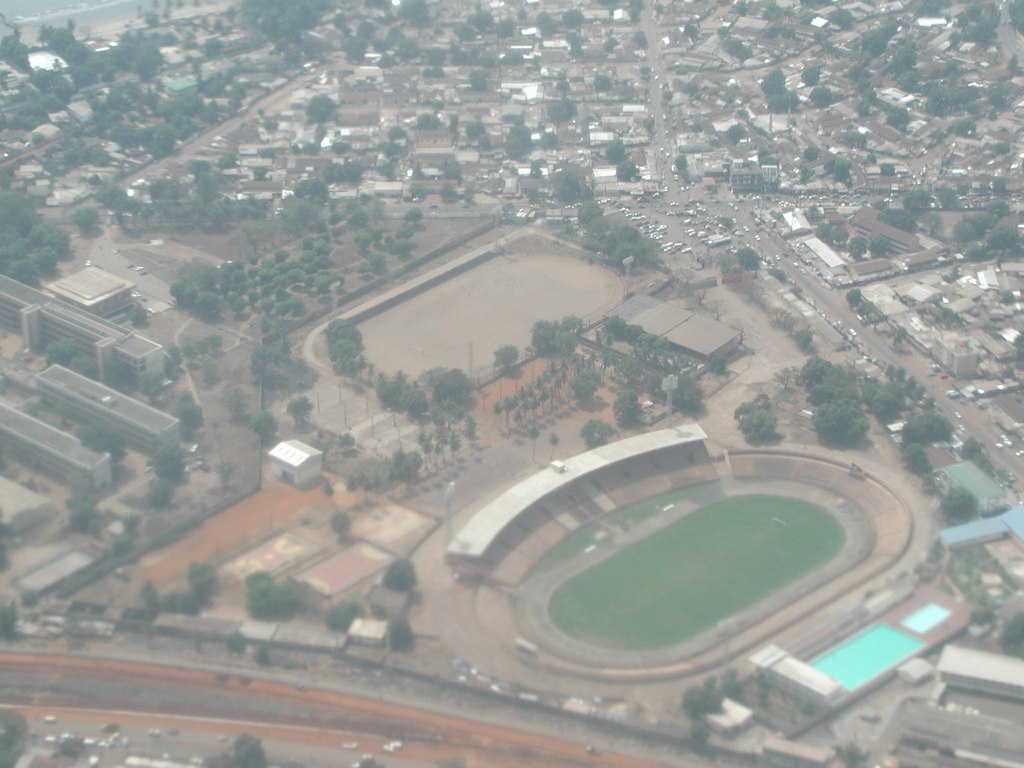
Stade du 28 Septembre

Seine Heimspiele trägt der Verein im Stade du 28 Septembre in Conakry aus. Das Stadion hat ein Fassungsvermögen von 25.000 Personen.

## Trainerchronik (unvollständig)
Stand: 3. Februar 2024
| Trainer              | Nation              | von               | bis               |
| -------------------- | ------------------- | ----------------- | ----------------- |
| Lappé Bangoura       | Guinea              | 1. Januar 2015    | 31. Dezember 2015 |
| Victor Zvunka        | Frankreich          | 1. Dezember 2015  | 6. Oktober 2018   |
| Patrice Neveu        | Frankreich          | 13. Oktober 2018  | 19. März 2019     |
| Didier Gomes Da Rosa | Frankreich Portugal | 20. März 2019     | 10. November 2019 |
| Lamine N’Diaye       | Senegal             | 11. November 2019 | 30. November 2022 |
| LLappé Bangoura      | Guinea              | 21. November 2022 | 16. August 2023   |
| Romain Folz          | Frankreich          | 10. August 2023   | 10. Oktober 2023  |
| Nouhoum Diané        | Guinea              | 3. Februar 2024   | heute             |